# Mistrovství Evropy ve fotbale hráčů do 21 let 2006 – soupisky
Soupisky na Mistrovství Evropy ve fotbale hráčů do 21 let 2006, které se hrálo v Portugalsku.
| Zlato                 | Stříbro             | Bronz              | Bronz                          |
| --------------------- | ------------------- | ------------------ | ------------------------------ |
| Nizozemsko • Soupiska | Ukrajina • Soupiska | Francie • Soupiska | Srbsko a Černá Hora • Soupiska |

## Skupina A

### Francie
Hlavní trenér:  René Girard
| Jméno                   | Datum narození    | Datum úmrtí | Klub                     |
| Brankáři                | Brankáři          | Brankáři    | Brankáři                 |
| ----------------------- | ----------------- | ----------- | ------------------------ |
| Jérémy Gavanon          | 20. září 1983     |             | Olympique Marseille      |
| Steve Mandanda          | 28. března 1985   |             | Le Havre AC              |
| Simon Pouplin           | 28. května 1985   |             | Stade Rennais FC         |
| Obránci                 |                   |             |                          |
| Jean-Michel Badiane     | 9. května 1983    |             | Paris Saint-Germain FC   |
| Jérémy Berthod          | 24. dubna 1984    |             | Olympique Lyon           |
| Grégory Bourillon       | 1. července 1984  |             | Stade Rennais FC         |
| François Clerc          | 18. dubna 1983    |             | Olympique Lyon           |
| Lassana Diarra          | 10. března 1985   |             | Chelsea FC               |
| Jérémy Toulalan         | 10. září 1983     |             | FC Nantes                |
| Yoan Gouffran           | 25. května 1986   |             | SM Caen                  |
| Záložníci               |                   |             |                          |
| Lucien Aubey            | 24. května 1984   |             | Toulouse FC              |
| Olivier Veigneau        | 16. července 1985 |             | AS Monaco FC             |
| Jacques Faty            | 25. února 1984    |             | Stade Rennais FC         |
| Bacary Sagna            | 14. února 1983    |             | AJ Auxerre               |
| Rio Mavuba              | 8. března 1984    |             | FC Girondins de Bordeaux |
| Mathieu Flamini         | 7. března 1984    |             | Arsenal FC               |
| Bryan Bergougnoux       | 12. ledna 1983    |             | Toulouse FC              |
| Anthony Le Tallec       | 3. října 1984     |             | Liverpool FC             |
| Útočníci                |                   |             |                          |
| Julien Faubert          | 1. srpna 1983     |             | FC Girondins de Bordeaux |
| Yoann Gourcuff          | 11. července 1986 |             | Stade Rennais FC         |
| Jimmy Briand            | 2. srpna 1985     |             | Stade Rennais FC         |
| Florent Sinama Pongolle | 20. října 1984    |             | Liverpool FC             |

### Německo
Hlavní trenér:  Dieter Eilts
| Jméno              | Datum narození     | Datum úmrtí | Klub                     |
| Brankáři           | Brankáři           | Brankáři    | Brankáři                 |
| ------------------ | ------------------ | ----------- | ------------------------ |
| Michael Rensing    | 14. května 1984    |             | FC Bayern Mnichov        |
| Patrick Platins    | 19. dubna 1983     |             | VfL Wolfsburg            |
| Florian Fromlowitz | 2. července 1986   |             | 1. FC Kaiserslautern     |
| Obránci            |                    |             |                          |
| Moritz Volz        | 21. ledna 1983     |             | Fulham FC                |
| Malik Fathi        | 29. října 1983     |             | Hertha BSC               |
| Marvin Matip       | 25. září 1985      |             | 1. FC Köln               |
| Markus Brzenska    | 25. května 1984    |             | Borussia Dortmund        |
| Christian Schulz   | 1. dubna 1983      |             | Werder Brémy             |
| Patrick Ochs       | 14. května 1984    |             | Eintracht Frankfurt      |
| Lukas Sinkiewicz   | 9. října 1985      |             | 1. FC Köln               |
| Záložníci          |                    |             |                          |
| Matthias Lehmann   | 28. května 1983    |             | TSV 1860 München         |
| Gonzalo Castro     | 1. června 1987     |             | Bayer 04 Leverkusen      |
| Alexander Meier    | 17. ledna 1983     |             | Eintracht Frankfurt      |
| Roberto Hilbert    | 16. října 1984     |             | SpVgg Greuther Fürth     |
| Peter Niemeyer     | 22. listopadu 1983 |             | FC Twente                |
| Eugen Polanski     | 17. března 1986    |             | Borussia Mönchengladbach |
| Sascha Riether     | 23. března 1983    |             | SC Freiburg              |
| Útočníci           |                    |             |                          |
| Ioannis Masmanidis | 9. března 1983     |             | Arminia Bielefeld        |
| Stefan Kießling    | 25. ledna 1984     |             | 1. FC Norimberk          |
| Christian Eigler   | 1. ledna 1984      |             | SpVgg Greuther Fürth     |
| Nando Rafael       | 10. ledna 1984     |             | Borussia Mönchengladbach |
| Patrick Helmes     | 1. března 1984     |             | 1. FC Köln               |

### Portugalsko
Hlavní trenér:  Agostinho Oliveira
| Jméno            | Datum narození     | Datum úmrtí | Klub                 |
| Brankáři         | Brankáři           | Brankáři    | Brankáři             |
| ---------------- | ------------------ | ----------- | -------------------- |
| Bruno Vale       | 8. dubna 1983      |             | FC Porto             |
| Paulo Ribeiro    | 6. března 1984     |             | FC Porto             |
| Daniel Fernandes | 25. září 1983      |             | PAOK Soluň           |
| Obránci          |                    |             |                      |
| Nélson Marcos    | 10. června 1983    |             | Benfica Lisabon      |
| José Semedo      | 11. ledna 1985     |             | Sporting CP          |
| Pedro Ribeiro    | 25. ledna 1983     |             | FC Porto             |
| Zé Castro        | 13. ledna 1983     |             | Académica de Coimbra |
| Rolando          | 31. srpna 1985     |             | CF Os Belenenses     |
| Nuno Morais      | 29. ledna 1984     |             | Chelsea FC           |
| Záložníci        |                    |             |                      |
| Raul Meireles    | 17. března 1983    |             | FC Porto             |
| Manuel Fernandes | 5. února 1986      |             | Benfica Lisabon      |
| João Moutinho    | 8. září 1986       |             | Sporting CP          |
| Diogo Valente    | 23. září 1984      |             | Boavista FC          |
| Custódio Castro  | 24. května 1983    |             | Sporting CP          |
| Bruno Amaro      | 17. února 1983     |             | FC Penafiel          |
| Nani             | 17. listopadu 1986 |             | Sporting CP          |
| Útočníci         |                    |             |                      |
| Ricardo Quaresma | 26. září 1983      |             | FC Porto             |
| Hugo Almeida     | 23. května 1984    |             | FC Porto             |
| Silvestre Varela | 2. února 1985      |             | Sporting CP          |
| Ricardo Vaz Tê   | 1. října 1986      |             | Bolton Wanderers FC  |
| Lourenço         | 5. června 1983     |             | Sporting CP          |
| Filipe Oliveira  | 27. května 1984    |             | CS Marítimo          |

### Srbsko a Černá Hora
Hlavní trenér:  Dragomir Okuka
| Jméno                | Datum narození     | Datum úmrtí | Klub                   |
| Brankáři             | Brankáři           | Brankáři    | Brankáři               |
| -------------------- | ------------------ | ----------- | ---------------------- |
| Vladimir Stojković   | 28. července 1983  |             | FK Crvena zvezda       |
| Aleksandar Jović     | 5. března 1986     |             | FK Zeta                |
| Miroslav Vujadinović | 22. dubna 1983     |             | FK Budućnost Podgorica |
| Obránci              |                    |             |                        |
| Branislav Ivanović   | 22. února 1984     |             | FK Lokomotiv Moskva    |
| Duško Tošić          | 19. ledna 1985     |             | FC Sochaux-Montbéliard |
| Milan Stepanov       | 2. dubna 1983      |             | Trabzonspor            |
| Milan Biševac        | 31. srpna 1983     |             | FK Crvena zvezda       |
| Marko Lomić          | 13. září 1983      |             | FK Partizan            |
| Dušan Basta          | 18. srpna 1984     |             | FK Crvena zvezda       |
| Záložníci            |                    |             |                        |
| Nemanja Rnić         | 30. září 1984      |             | FK Partizan            |
| Nenad Milijaš        | 30. dubna 1983     |             | FK Crvena zvezda       |
| Simon Vukčević       | 29. ledna 1986     |             | FK Saturn Ramenskoje   |
| Miloš Pavlović       | 27. listopadu 1983 |             | FK Voždovac            |
| Stefan Babović       | 7. ledna 1987      |             | FK Partizan            |
| Dejan Milovanović    | 21. ledna 1984     |             | FK Crvena zvezda       |
| Miloš Krasić         | 1. listopadu 1984  |             | PFK CSKA Moskva        |
| Ivan Todorović       | 29. července 1983  |             | FK Zeta                |
| Útočníci             |                    |             |                        |
| Boško Janković       | 1. března 1984     |             | FK Crvena zvezda       |
| Mirko Vučinić        | 1. října 1983      |             | US Lecce               |
| Đorđe Rakić          | 31. října 1985     |             | OFK Bělehrad           |
| Milan Purović        | 7. května 1985     |             | FK Crvena zvezda       |
| Igor Burzanović      | 25. srpna 1985     |             | FK Budućnost Podgorica |

## Skupina B

### Dánsko
Hlavní trenér:  Flemming Serritslev
| Jméno                 | Datum narození    | Datum úmrtí | Klub                |
| Brankáři              | Brankáři          | Brankáři    | Brankáři            |
| --------------------- | ----------------- | ----------- | ------------------- |
| Kevin Stuhr Ellegaard | 23. května 1983   |             | Hertha BSC          |
| Theis F. Rasmussen    | 12. července 1984 |             | Vejle Boldklub      |
| Jesper Hansen         | 31. března 1985   |             | FC Nordsjælland     |
| Obránci               |                   |             |                     |
| Michael Jakobsen      | 2. ledna 1986     |             | Aalborg Bolspilklub |
| Leon Andreasen        | 23. dubna 1983    |             | Werder Brémy        |
| Daniel Agger          | 12. prosince 1984 |             | Liverpool FC        |
| Martin Pedersen       | 9. října 1983     |             | Aalborg Bolspilklub |
| Jakob Poulsen         | 7. července 1983  |             | SC Heerenveen       |
| Henrik Kildentoft     | 18. března 1985   |             | Brøndby IF          |
| Frank Hansen          | 23. února 1983    |             | Esbjerg fB          |
| Jonas Troest          | 4. března 1985    |             | Hannover 96         |
| Záložníci             |                   |             |                     |
| Rasmus Würtz          | 18. září 1983     |             | Aalborg Bolspilklub |
| Martin Bergvold       | 20. února 1984    |             | FC Kodaň            |
| Jacob Sørensen        | 12. února 1983    |             | Aalborg Bolspilklub |
| Thomas Kahlenberg     | 20. března 1983   |             | AJ Auxerre          |
| Niki Zimling          | 19. dubna 1985    |             | Esbjerg fB          |
| Mikkel Thygesen       | 22. října 1984    |             | FC Midtjylland      |
| Útočníci              |                   |             |                     |
| Jonas Kamper          | 3. května 1983    |             | Brøndby IF          |
| Morten Rasmussen      | 31. ledna 1985    |             | Brøndby IF          |
| Johan Absalonsen      | 16. září 1985     |             | Brøndby IF          |
| Simon Busk Poulsen    | 7. října 1984     |             | FC Midtjylland      |
| Nicklas Bendtner      | 16. ledna 1988    |             | Arsenal FC          |

### Itálie
Hlavní trenér:  Claudio Gentile
| Jméno              | Datum narození    | Datum úmrtí | Klub              |
| Brankáři           | Brankáři          | Brankáři    | Brankáři          |
| ------------------ | ----------------- | ----------- | ----------------- |
| Federico Agliardi  | 11. února 1983    |             | Palermo SSD       |
| Antonio Mirante    | 8. července 1983  |             | Juventus FC       |
| Gianluca Curci     | 12. července 1985 |             | AS Řím            |
| Obránci            |                   |             |                   |
| Alessandro Potenza | 8. března 1984    |             | FC Inter Milán    |
| Cesare Bovo        | 14. ledna 1983    |             | AS Řím            |
| Andrea Mantovani   | 22. června 1984   |             | AC ChievoVerona   |
| Giorgio Chiellini  | 14. srpna 1984    |             | Juventus FC       |
| Michele Canini     | 5. června 1985    |             | Cagliari Calcio   |
| Andrea Coda        | 25. dubna 1985    |             | Empoli FC         |
| Giuseppe Scurto    | 5. ledna 1984     |             | AC ChievoVerona   |
| Damiano Ferronetti | 1. listopadu 1984 |             | Parma Calcio 1913 |
| Záložníci          |                   |             |                   |
| Marco Donadel      | 21. dubna 1983    |             | ACF Fiorentina    |
| Davide Biondini    | 24. ledna 1983    |             | Reggina 1914      |
| Marino Defendi     | 19. srpna 1985    |             | Atalanta BC       |
| Pasquale Foggia    | 3. června 1983    |             | AC Milán          |
| Riccardo Montolivo | 18. ledna 1985    |             | ACF Fiorentina    |
| Alessandro Rosina  | 31. ledna 1984    |             | Turín FC          |
| Paolo Sammarco     | 17. března 1983   |             | AC ChievoVerona   |
| Útočníci           |                   |             |                   |
| Simone Pepe        | 30. srpna 1983    |             | Udinese Calcio    |
| Rolando Bianchi    | 15. února 1983    |             | Reggina 1914      |
| Giampaolo Pazzini  | 2. srpna 1984     |             | ACF Fiorentina    |
| Raffaele Palladino | 17. dubna 1984    |             | Juventus FC       |

### Nizozemsko
Hlavní trenér:  Foppe de Haan
| Jméno               | Datum narození    | Datum úmrtí | Klub          |
| Brankáři            | Brankáři          | Brankáři    | Brankáři      |
| ------------------- | ----------------- | ----------- | ------------- |
| Kenneth Vermeer     | 10. ledna 1986    |             | AFC Ajax      |
| Michel Vorm         | 20. října 1983    |             | FC Utrecht    |
| Remko Pasveer       | 8. listopadu 1983 |             | FC Twente     |
| Obránci             |                   |             |               |
| Paul Verhaegh       | 1. září 1983      |             | Vitesse       |
| Gijs Luirink        | 12. září 1983     |             | FC Groningen  |
| Ramon Zomer         | 13. dubna 1983    |             | FC Twente     |
| Urby Emanuelson     | 16. června 1986   |             | AFC Ajax      |
| Dwight Tiendalli    | 21. října 1985    |             | FC Utrecht    |
| Ron Vlaar           | 16. února 1985    |             | Feyenoord     |
| Arnold Kruiswijk    | 2. listopadu 1984 |             | FC Groningen  |
| Edson Braafheid     | 8. dubna 1983     |             | FC Utrecht    |
| Záložníci           |                   |             |               |
| Stijn Schaars       | 11. ledna 1984    |             | AZ Alkmaar    |
| Nicky Hofs          | 17. května 1983   |             | Feyenoord     |
| Ismaïl Aissati      | 16. srpna 1988    |             | PSV Eindhoven |
| Haris Medunjanin    | 8. března 1985    |             | AZ Alkmaar    |
| Demy de Zeeuw       | 26. května 1983   |             | AZ Alkmaar    |
| Útočníci            |                   |             |               |
| Romeo Castelen      | 3. května 1983    |             | Feyenoord     |
| Klaas-Jan Huntelaar | 12. srpna 1983    |             | AFC Ajax      |
| Daniël de Ridder    | 6. března 1984    |             | Celta de Vigo |
| Patrick Gerritsen   | 13. března 1987   |             | FC Twente     |
| Collins John        | 17. října 1985    |             | Fulham FC     |
| Fred Benson         | 10. dubna 1984    |             | Vitesse       |

### Ukrajina
Hlavní trenér:  Oleksij Mychajlyčenko
| Jméno              | Datum narození     | Datum úmrtí | Klub                   |
| Brankáři           | Brankáři           | Brankáři    | Brankáři               |
| ------------------ | ------------------ | ----------- | ---------------------- |
| Andrij Pjatov      | 28. června 1984    |             | FK Vorskla Poltava     |
| Oleksandr Rybka    | 10. dubna 1987     |             | FK Dynamo Kyjev        |
| Jevhen Šyrjajev    | 22. února 1984     |             | FK Černomorec Oděsa    |
| Obránci            |                    |             |                        |
| Oleksandr Romančuk | 21. října 1984     |             | FK Dynamo Kyjev        |
| Mykola Isčenko     | 9. března 1983     |             | FK Karpaty Lvov        |
| Dmytro Nevmyvaka   | 19. března 1984    |             | FK Metalurh Zaporižžja |
| Oleksandr Jacenko  | 24. února 1985     |             | FK Dynamo Kyjev        |
| Dmytro Čyhrynskij  | 7. listopadu 1986  |             | FK Šachtar Doněck      |
| Hryhorij Jarmaš    | 4. ledna 1985      |             | FK Dynamo Kyjev        |
| Taras Mychalyk     | 28. října 1983     |             | FK Dynamo Kyjev        |
| Záložníci          |                    |             |                        |
| Adrian Pukanyč     | 22. června 1983    |             | FK Šachtar Doněck      |
| Serhij Pylypčuk    | 26. listopadu 1984 |             | PFK Spartak Nalčik     |
| Jevhen Čeberjačko  | 19. června 1983    |             | FK Arsenal Kyjev       |
| Oleksij Hodin      | 2. února 1983      |             | FK Metalurh Zaporižžja |
| Oleksandr Maksymov | 13. února 1985     |             | FK Charkov             |
| Oleksandr Sytnyk   | 2. ledna 1985      |             | FK Dynamo Kyjev        |
| Andrij Oberemko    | 18. března 1984    |             | FK Charkov             |
| Útočníci           |                    |             |                        |
| Maksym Fesčuk      | 25. listopadu 1985 |             | FK Karpaty Lvov        |
| Oleksandr Alijev   | 3. února 1985      |             | FK Dynamo Kyjev        |
| Artem Milevskij    | 12. ledna 1985     |             | FK Dynamo Kyjev        |
| Ruslan Fomyn       | 2. března 1986     |             | FK Šachtar Doněck      |
| Ivan Kryvošejenko  | 11. května 1984    |             | FK Mariupol            |